# Tsavo East Nationalpark
Tsavo East Nationalpark er en nationalpark i Kenya i det østlige Afrika som blev oprettet 1. april 1948 sammen med den vestlige del. Allerede i maj 1948 blev den oprindelige nationalpark delt i to, for at fremme en bedre administration.
Med et areal på 13.747 kvadratkilometer er den østlige del betydelig større end den vestlige. Grænsen dannes af  Athifloden samt de veje og jernbaner som forbinder byen Tsavo og Mombasa. Landskabet i Tsavo East nationalpark er tørrere end  i den vestlige del. Mod syd er der  græs- og buskstepper som i nord går over i halvørkener.
Regionen kendetegnes af rød jord som har vulkansk oprindelse. Elefanterne i nationalparken beskytter huden med sand og har derfor et rødligt udseende. Foruden elefanter findes omkring 60 større dagdyrearter, blandt andet næsehorn, afrikansk bøffel, løve, leopard, giraf, zebra og forskellige antiloper.
Efter nationalparkens oprettelse øgedes dyrebestanden betydeligt, og den lokale befolkning beklagede over ødelagte landbrugsområder og vandledninger samt at løver truede børn og kvinder. Samtidigt øges krybskytteriet,[kilde mangler] og derfor patruljeres regionen af Kenya Wildlife Services og andre statslige organisationer.
- Rød elefant
- En af indgangene
- Vej i Tsavo East Nationalpark

## Eksterne kilder og henvisninger
1. ↑  Kenya Wildlife Service: Informationer om Tsavo-East-nationalpark (engelska) Arkiveret 13. juni 2007 hos  hos Archive.is
2. ↑  Tsavo National Parks (engelsk), tsavopark.com, hentet 7. december 2019

- Wikimedia Commons har flere filer relateret til Tsavo East Nationalpark

2°46′43″S 38°46′18″Ø / 2.77861°S 38.77167°Ø